# 관구검
관구 검(毌丘儉, ? ~ 255년)은 중국 후한 말기 ~ 조위의 군인으로, 자는 중공(仲恭)이며 하동군 문희현(聞喜縣) 사람이다. 조위의 장작대장 관구흥(毌丘興)의 아들이다.

## 생애
하동군 문희현의 사람으로 3정(三征)의 한 명이다. 고양향후의 작위를 지녔던 관구흥(毌丘興)의 아들로, 관구흥 사후 그의 작위를 물려받았고 평원후문학 벼슬을 지냈다. 형주(荊州), 유주(幽州), 예주(豫州) 등 각지의 지방관직을 역임한다. 그는 연나라와의 전쟁 이전에 오환의 선우인 구루돈(寇婁敦) 등과 교섭하여 국교를 맺는 성과를 거둔다. 물론 외형상으로는 구루돈이 위나라에게 조공을 바치는 것으로 되어 있지만, 이는 각국의 필요에 따라 언제든 변할 수 있는 가변적인 의전이었다.

### 공손연의 난
공손연(公孫淵) 토벌을 적극적으로 건의하여 형주자사에서 유주자사(幽州刺史)로 전임되었고, 237년에는 조예의 지시에 따라 오환족과 선비족을 거느리고 공손연을 공격하였다. 그러나 공손연의 저항으로 요하를 넘지 못한 채 요수(遼隧)에서 발이 묶이게 되었고, 장마철이 되어 요하가 범람하자 요동에서 물러나 우북평으로 철수하였다.
관구검이 격퇴당한 뒤 공손연이 연왕(燕王)을 자칭하고 소한(紹漢)이라는 연호까지 제정하면서 독립 의지를 천명하자,(공손연의 난) 238년에 위나라는 공손연 정벌을 위해 4만의 대군과 함께 사마의를 급파하였다. 사마의는 요동으로 진군하면서 우북평으로 물러나 주둔하고 있던 관구검의 군대를 휘하에 편입하고, 성공적으로 공손연을 정벌하여 선비족과 고구려와 함께 요동의 공손씨 정권을 붕괴시켰다. 이 공으로 관구검은 안읍후로 승진하였다.

### 고구려 원정
242년에 고구려가 서안평(西安平)을 공격하자 이에 오환족과 선비족을 거느리고 고구려를 공격하였다. 관구검은 고구려의 동천왕(東川王)을 맞아 처음에는 비류수와 양맥곡에서 각기 3천 군사가 참획되는 등 고전했지만, 이후 고구려군 2만 가운데 1만 8천여 명을 죽이는 대승을 거두고 수도 환도성을 함락하였다. 이후 관구검이 다시 고구려를 공격하자, 동천왕은 옥저로 도망하였다.
위나라가 공손씨(公孫氏)를 멸망시킨 다음, 당시 유주자사이던 관구검을 보내어 고구려를 칠 때(244~245), 관구검은 그 예하의 현도 태수 왕기(王頎)를 부여에 보냈다. 부여의 위거왕은 견사를 보내어 교외에서 왕기를 맞게 하고, 군량을 보내었다. 그러나 왕기가 부여에 들른 것은 고구려 원정의 길에 올랐을 때가 아니라 그것이 완료된 후 회군할 때의 일로 보는 설도 있다. 즉, 고구려의 동천왕을 북옥저에까지 추격한 왕기는 간도 지방에서 무단강 유역으로 진군하여, 그 서북으로 연결되어 있는 소백산계(小白山系)의 산맥을 넘어 부여가 자리잡고 있는 아러추허(阿勒楚喀) 평야를 거쳐 오늘날 푸순 시가 있는 현도 군치(玄菟郡治)로 개선, 귀진(歸陣)하였다는 것이다. 그러나 왕기(王頎)가 동북 만주(滿洲)의 밀림 지대를 크게 우회, 부여를 거쳐 귀진(歸陣)하였다는 데는 반론도 있어 일반적으로 받아들여지지 않고 있다.
관구검은 현도 태수를 보내어 동천왕을 추격하고 왕기는 다시 따로 군사를 보내어 동천왕을 추격하였으나, 고구려 장수 유유와 밀우의 활약으로 동천왕은 위나라 군대의 추격에서 벗어나 관구검이 철수한 뒤 환도성으로 돌아왔다.

### 오의 침공 방어
관구검이 위나라로 돌아 온 후, 진동도독으로 임명되어 양주에 와서, 오의 제갈각(諸葛恪)의 침공을 막았다.

### 관구검 · 문흠의 난
255년 관구검은 사마사(司馬師)의 전횡에 분노, 문흠(文欽)과 함께 반란을 일으켰다. 그러나 문흠이 사마사에게 지면서, 관구검은 야반도주하여 탈출하는 길을 선택했고 자연히 그가 거느린 말갈족을 비롯한 군대 군세가 약화되었다. 도주 중에 안풍진(安風津) 도위부(都尉部)의 백성인 장속(張屬)의 활에 맞아 죽었고 장속은 그 목을 경도(京都:수도)인 낙양으로 보내 그 공으로 후(侯)에 봉해졌다.
이후 장남인 관구전(毌丘甸)은 반(反)사마씨 봉기를 일으켰다가 주살당했고, 차남인 관구종과 그의 아들이자 관구검의 손자인 관구오는 후에 서진(西晉) 시대가 되고 나서 출사했다. 중국 산시성(山西省) 순양궁(純陽宮)에 있는 '관구씨조상비'(毋丘氏造像碑)는 관구검의 손자 관구오(毋丘奧)가 만들었다.

## 성명
관구(毌丘)라는 성은 조위의 관구(毌丘)라는 지역명에서 창성되었다. 관(毌)자와 무(毋)자는 동일한 한자이다. 관구검이 무구검으로도 불리는 것은 동일한 한자에 복수 발음이 존재하는 이유 때문이다. 현재에도 뜻과 발음이 2, 3가지로 가지고 있는 한자가 많이 있다. 毌의 "관", "무"는 본래 존재하였던 복수 발음이며, 고대에 毋은 고대에 사용되었던 속자이다. 毌의 만주 속음에도 '무'라는 발음이 현재에도 존재 한다. 광둥어로 관구는 관야우인데, 만주에서는 관자가 완으로 ㄱ 발음이 누락, 교환되기도 하여, 완야로 교환되기도 한다.

## 친족 관계
- 관구흥 (부친)
- 관구전 (장남)
  - 관구중 (손자)
- 관구종 (차남)
  - 관구오 (손자)
- 관구수 (동생)

## 관구검을 섬긴 사람들
- 갈옹
- 관구수
- 관구전 자방[子邦]
- 문흠 중약[仲若]
- 문앙
- 왕기 (공석)

## 같이 보기
- 관구검·문흠의 난